# جف برانسون
جف برانسون (انگلیسی: Jeff Branson؛ زادهٔ ۲۶ ژانویهٔ ۱۹۶۷) بازیکن بیس‌بال اهل ایالات متحده آمریکا بود.